# Hessentag 1980

Wappen Grünbergs

Der Hessentag 1980 war der 20. Hessentag und fand vom 21. bis 29. Juni 1980 in der mittelhessischen Kleinstadt Grünberg statt.
Eröffnet wurde der Hessentag von Ministerpräsident Holger Börner (SPD) und Bürgermeister Siegbert Damaschke (CDU). Mit Dorothea Hanisch und Erich Frank waren erstmals keine Kinder oder Jugendliche als Hessentagspaar ausgewählt worden.
Zum Programm gehörten neben dem Festzug u. a. eine Ausstellung „Kranken- und Armenpflege in Hessen. Dokumente aus acht Jahrhunderten“, die Vorstellung hessischer Dialekte durch das Forschungsinstitut für deutsche Sprache in Marburg, ein hessischer Heimatabend mit Trachten- und Musikgruppen, ein Mitmach-Theater, eine Ausstellung des Südamerikaforschers Theo Koch, eine Polizei-Hundevorführung, ein Kinderfest sowie ein Senioren-Nachmittag mit der Big Band des hessischen Polizeiorchesters. Insgesamt wurden rund 275.000 Besucher an den 9 Tagen gezählt.